# Giacomo Franceschini
Pour les articles homonymes, voir Franceschini.
Giacomo Franceschini ou Jacopo Franceschini, né en 1672 à Bologne et mort en 1745 dans la même ville, est un peintre italien de sujets religieux et historiques. Il est le fils du peintre Marcantonio Franceschini.

## Biographie
Giacomo Franceschini naît en 1672 à Bologne. Il est enseigné par son père et le rejoint pour être son assistant à Gênes. Il y peint notamment une peinture réalisée pour le marquis Durazzo. Il reçoit plusieurs commandes à Bologne d'églises et de maisons privées. Après la mort de son père en 1729, il reçoit un héritage significatif et est fait chanoine à la basilique Sainte-Marie-Majeure de Rome. Il semble qu'après, il n'a pas continué la peinture. Il meurt en 1745 dans sa ville natale à l'âge de 73 ans.
Il a eu comme élève Giuseppe Pedretti.

## Œuvres

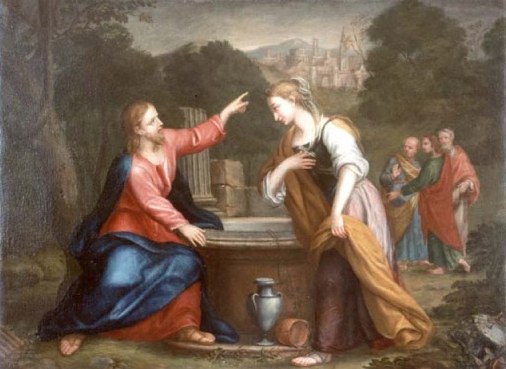
Gesù e la Samaritana al pozzo (collection privée).

Le style de Giacomo était similaire à son père et certaines peuvent être retrouvées dans des églises de Bologne, comme un SS. Usualdo, Margherita, Lucia e Cecilia à l'église Santa Maria Incoronata, une Crucifixion à l'église Santi Simone e Giuda (it) de San Pietro in Casale et une Sainte Anne à la basilique San Martino.